# Andrea di Giusto Manzini
Andrea di Giusto Manzini eller Andrea da Firenze, född omkring 1400, död 2 september 1450, var en florentinsk ungrenässansmålare.
Andrea arbetet tillsammans med Fra Angelico bland annat i arbetet med freskerna i San Marcoklostret i Florens.